# Ары-Тит
Ары́-Тит (якут. Арыы Тиит) — село в Усть-Алданском улусе Республики Саха (Якутия) России. Входит в состав Борогонского наслега.

## География
Село находится в центральной части Якутии, в пределах Центральноякутской равнины, на правом берегу реки Лена, на расстоянии примерно 58 км (по прямой) к юго-западу от села Борогонцы, административного центра улуса.
Климат
Климат характеризуется как резко континентальный. Средняя температура воздуха самого тёплого месяца (июля) составляет 18,7 °C; самого холодного (января) — −42,6 °C. Среднегодовое количество атмосферных осадков составляет 234 мм. Основное количество осадков выпадает в период с апреля по октябрь. Снежный покров держится в течение 225—250 дней в году.
Часовой пояс
Село Ары-Тит находится в часовой зоне МСК+6. Смещение применяемого времени относительно UTC составляет +9:00.

## Население
| 1989 | 2002 | 2010 | 2021 |
| ---- | ---- | ---- | ---- |
| 200  | ↘181 | ↘154 | ↘125 |

Половой состав
По данным Всероссийской переписи населения 2010 года, в гендерной структуре населения мужчины составляли 43,5 %, женщины — соответственно 56,5 %.
Национальный состав
Согласно результатам переписи 2002 года, в национальной структуре населения якуты составляли 90 % из 181 чел.

## Улицы
- ул. Берёзовая,
- ул. Нефтянников,
- ул. Сынахская,
- ул. Сэсэн Аржакова,
- ул. Центральная[9].